# Ali (Sprache)
Die Ali-Sprache (ISO 639-3: aiy) ist eine ubangische Sprache aus der Untergruppe der Gbaya-Manza-Ngbaka-Sprachen, die von über 35.000 Personen in der Zentralafrikanischen Republik in den Präfekturen Lobaye (Boda) und Ombella-Mpoko (Boali, Bimbo, Yaloké, Bossembélé) gesprochen wird.
Die Sprecher sind zumeist zweisprachig mit dem Sango [sag] und in neuerer Zeit auch mit dem Französischen.